# Baja (puchar)
Baja – rodzaj rajdu terenowego, który przeprowadzany jest w ciągu jednego (maksimum 800 km do przejechania) albo dwóch dni (łącznie max. 1200 km do przejechania, z odpoczynkiem pomiędzy etapami trwającym od 8 do 20 godzin).
W 2005 roku Międzynarodowa Federacja Samochodowa (FIA) stworzyła osobną klasyfikację wyłącznie dla rajdów baja – Międzynarodowy Puchar Rajdów Terenowych Baja FIA (ang. FIA International Cup for Cross-Country Bajas). Wymagana minimalna długość odcinków specjalnych dla tego pucharu wynosi 400 km. Od 1 stycznia 2011 Międzynarodowy Puchar Rajdów Terenowych Baja FIA oraz Puchar Świata FIA w rajdach terenowych zostały połączone w jedno trofeum pn. "Puchar Świata FIA w rajdach terenowych" (ang. FIA World Cup for Cross-Country Rallies).

## Baja w Polsce

### 2009
Baja Poland. Szczecin '09 odbyła się w dniach 25–27 września 2009. Impreza organizowana przez Automobilklub Gorzowski była pierwszą w Polsce rundą kandydacką do Międzynarodowego Pucharu Rajdów Terenowych Baja FIA. Rajd ten był jednocześnie rundą Mistrzostw Europy Centralnej w Rajdach Cross-Country (FIA Central European Zone Trophies – CEZ-FIA) oraz V RMP Samochodów Terenowych. Program rajdu obejmował prolog (w Szczecinie) oraz 14 OS-ów o łącznej długości ok. 400 km wytyczonych na terenie gmin Police i Dobra w powiecie polickim (w okolicy Wołczkowa, Grzepnicy, Buku, Dobrej i Wąwelnicy). Na liście startowej znaleźli się m.in. uczestnicy Rajdu Dakar 2009 – Krzysztof Hołowczyc (ostatecznie nie wystartował z powodu defektu pojazdu) i Miroslav Zapletal oraz np. Klaudia Podkalicka. Klasyfikację generalną zwyciężył węgierski kierowca Balazs Szalay na Oplu Antara (kl. T1).

### 2010
II Rajd Baja Poland 2010 odbył się w dniach 3 do 5 września 2010 na terenie Szczecina i gminy Dobra. Podobnie, jak w roku poprzednim był jednocześnie rundą FIA Central European Zone Trophies – CEZ-FIA i ponadto rundą Mistrzostw Litwy Cross Country oraz Międzynarodowych Mistrzostw Czech Cross Country. Zawody składały się z prologu i rozgrywanych w dwóch kolejnych dniach ponad 200-kilometrowych sześciu odcinków specjalnych. Całość zaplecza rajdu i imprez towarzyszących skupiała się w "miasteczku rajdowym" na pograniczu osiedli Zawadzkiego-Klonowica i Krzekowo-Bezrzecze w Szczecinie. Klasyfikację generalną zwyciężył Krzysztof Hołowczyc z pilotem Jean-Marc Fortinem na Nissanie Navara.

### 2011
III Rajd Baja Poland 2011 odbył się w dniach 9-11 września 2011 i był po raz drugi rundą kandydacką do Pucharu Świata w rajdach terenowych. Zawody były także rundą Pucharu Europy Centralnej w Rajdach Terenowych FIA, Rajdowych Mistrzostw Polski Samochodów Terenowych, Rajdowego Pucharu Polski Cross Country, Międzynarodowych Mistrzostw Czech w Rajdach Terenowych i Pucharu Słowacji w Rajdach Terenowych. Impreza odbyła się na terenie gminy Dobra oraz, po raz pierwszy, na Poligonie Drawsko. Kategorię T1 (samochody terenowe zmodyfikowane/prototypowe) zwyciężyła załoga Orlen Teamu – Krzysztof Hołowczyc z Jean-Marc Fortinem na BMW X3 CC. Trzecia edycja rajdu miała całkowitą długość 713,4 km. Złożyło się na nią osiem odcinków specjalnych o łącznej długości 408 km.

### 2012

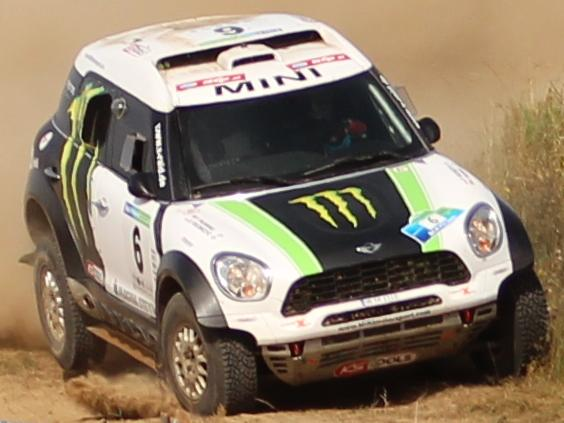
Zwycięzcy Baja Poland 2012 – Krzysztof Hołowczyc z pilotem Filipe Palmeiro w Mini All4 Racing na trasie OS5

IV Rajd Baja Poland 2012 odbył się w dniach 6-9 września 2012. Po raz pierwszy był jedną z ośmiu eliminacji Pucharu Świata w Rajdach Terenowych FIA. Ponadto stanowił etap walki o Puchar Strefy Centralnej FIA-CEZ, Rajdowe Mistrzostwo Polski Samochodów Terenowych, Mistrzostwo Czech w Cross-Country, Puchar Słowacji w Cross-Country i Rajdowy Puchar Polski Cross-Country.
Rajd o całkowitej długości 781 km (w tym 5 OS-ów o łącznej długości 504,1 km) rozegrany został na terenie Szczecina, gmin Dobra i Drawsko Pomorskie oraz Poligonu Drawsko. W imprezie udział wzięli m.in. Krzysztof Hołowczyc (kat. T1, Mini All4 Racing), Adam Małysz z pilotem Rafałem Martonem (kat. T1, Mitsubishi L200), wówczas aktualny lider klasyfikacji 2012 World Cup for Cross-Country Rallies i zwycięzca pucharu świata z 2004 – dubajski szejk Khalifa Sultan Al-Mutaiwei z pilotem Andreasem Schulzem dwukrotnym zdobywcą pucharu świata w 2010 i 2011 (kat. T1, Mini All4 Racing), ówczesny wicelider pucharu świata edycji 2012 i pięciokrotny triumfator pucharu świata w l. 1998–2002 – Jean-Louis Schlesser (kat. T1, Schlesser Original) oraz inny kierowca ze Zjednoczonych Emiratów Arabskich zdobywca trzeciego miejsca w pucharze świata w 2009 Yahya Al-Helei (kat. T2, Nissan Navara). Lista startowa zawierała także nazwisko artysty Michała Wiśniewskiego w roli pilota kierowcy rajdowego Grzegorza Barana na Mitsubishi Pajero w kategorii T2 (samochody terenowe seryjne).

### 2013
5. rajd Baja Poland 2013 był jedną z ośmiu eliminacji pucharu świata FIA w rajdach terenowych i został rozegrany w dniach 29 sierpnia-1 września 2013 roku.

### 2018
10. rajd Baja Poland 2018 odbył się w dniach 30 sierpnia-2 września 2018 roku.

### 2019
W 11. rajdzie Orlen Baja Poland 2019 – rundy Pucharu Świata FIA w rajdach cross-country – ścigano się w dniach 28 sierpnia – 1 września 2019. Na trasę rajdu o łącznej długości 843,95 km złożyło się 7 OS-ów o długości 514,86 km oraz trasy dojazdowe z miasteczka rajdowego na szczecińskiej Łasztowni.
Klasyfikacja końcowa:
1. Krzysztof Hołowczyc POL/Łukasz Kurzeja POL (Mini John Cooper Works Rally)
2. Jakub Przygoński POL/Timo Gottschalk GER (Mini John Cooper Works Rally)
3. Vladimir Vasilyev RUS/Konstantin Zhiltsov RUS (Toyota Hilux Overdrive)

### 2020
Zmagania 12. rajdu Baja Poland 2020 rozegrane zostały w dniach 4 – 6 września 2020. Z powodu obostrzeń w przemieszczaniu się związanych z pandemią COVID-19 w rajdzie wystartowało jedynie 16 załóg (w kategoriach T1.1, T2, T3, T4) a zawody odbyły się bez udziału publiczności. 
Na podium rajdu klasyfikacji Pucharu Świata FIA znaleźli się:
1. Stéphane Peterhansel FRA/Edouard Boulanger FRA (X-raid, Mini All4 Racing)
2. Bernhard Ten Brinke NLD/Tom Colsoul BEL (Toyota Hilux Overdrive)
3. Michał Małuszyński POL/Julita Małuszyńska POL (Mini John Cooper Works Rally)

### 2021
13. edycja rajdu Wysoka Grzęda Baja Poland 2021 rozegrana została pomiędzy 27 i 29 sierpnia 2021. Po raz 10. zawody miały rangę rundy Pucharu Świata FIA w rajdach terenowych (FIA World Cup Cross-Country Bajas). Na trasie rajdu zmagali się także uczestnicy rozgrywanego od tego sezonu Pucharu Europy FIA w rajdach terenowych (FIA European Cup for Cross-Country Bajas), ponadto zawodnicy w ramach Mistrzostw Polski, Mistrzostw Czech, Dacia Duster Motrio Cup i Pucharu Polski. Poza załogami aut terenowych w zawodach ścigały się załogi ciężarówek, pojazdów SSV (side-by-side vehicles) oraz kierowcy quadów i motocykli. Trasa liczyła niemal 430 km podzielonych na 5 OS-ów plus trasy dojazdowe z miasteczka rajdowego zlokalizowanego na lotnisku Aeroklubu Szczecińskiego w Szczecinie Dąbiu. 
Klasyfikacja końcowa na podium:
1. Krzysztof Hołowczyc POL/Łukasz Kurzeja POL (Mini John Cooper Works Rally),
2. Yazeed Al-Rajhi SAU/Michael Orr GBR (Toyota Hilux Overdrive),
3. Benediktas Vanagas LTU/Felipe Palmiero POR (Toyota Hilux).